# Torre dels Batlles
La Torre dels Batlles és un edifici del municipi de Sant Fruitós de Bages (Bages) inclosa en l'Inventari del Patrimoni Arquitectònic de Catalunya.

## Descripció
Es tracta d'un edifici d'estructura més o menys quadrada, amb una galeria annexa a la banda de migdia i una altra a la banda nord que li dona un aspecte força simètric.
La coberta és a quatre vents i coronada per una torre de planta quadrada, oberta per les quatre cares, i coberta per terrat amb balustrada.
El casal té tres plantes que repeteixen la mateixa estructura però amb dimensions regressives. La separació d'aquestes es pot apreciar des de fora mitjançant una estreta faixa.
L'exterior està arrebossat i compta amb uns esgrafiats en forma de sanefa al voltant de totes les obertures. Tots els balcons de l'edifici queden suspesos per un parell de mènsules i la galeria de migdia ha estat convertida en tribuna.
A aquell mateix cantó de la casa, hi ha un cobert on hi havia hagut les antigues cavallerisses.
Uns portals d'entrada tanquen tot el recinte murallat. Dins, un gran jardí envolta l'immoble.

## Història
L'origen de la torre era un mas anomenat "El Mas". A mitjans del segle xix, Marià Batlle, anomenat "Nofre Batlle", comprà el mas amb fortuna feta a Amèrica i el convertí en el casal actual (1870).
Tot i que l'estructura original és més antiga, l'actual aspecte de la casa és eclèctic amb tics modernistes. Des de principis de la dècada dels 80 del segle xx, l'edifici ha canviat de propietari. Els avui propietaris han tingut cura de l'edifici, fent reformes, però mantenint l'aspecte original.